# Andrés Garrone
Andrés Miguel Garrone (nacido en Leones el 13 de mayo de 1976) es un exfutbolista argentino. Se desempeñaba como delantero y su primer equipo fue Rosario Central. Fue campeón mundial con la Selección Argentina sub-20 en Catar 1995. 

## Carrera
Inicio su carrera deportiva en las categorías formativas de Club Leones D.A.S. y B.. Llegando a jugar en el plantel de primera división en el año 1992. 
Su debut profesional se produjo el 2 de noviembre de 1994, cuando Rosario Central visitó a Talleres de Córdoba y cayó derrotado 1-0, en cotejo válido por la 10.ª fecha del Apertura. El entrenador centralista era Pedro Marchetta. Continuó en Arroyito hasta mediados de 1997, habiendo integrado el plantel campeón de la Copa Conmebol 1995. Acumuló 21 presencias y dos goles, ambos convertidos en el Apertura 1996.
Prosiguió su carrera en el fútbol de ascenso, jugando a su turno en Los Andes, Central Córdoba de Rosario y El Porvenir. En 2000 emigró al fútbol colombiano, para luego desandar su trayectoria en Europa, principalmente en las divisiones de ascenso de Italia. Se destacan sus actuaciones en Rodengo Saiano y Aurora Seriate; con el primero fue campeón en Serie D y ascendió a Lega Pro Seconda Divisione, cuarta división. Con Aurora se coronó en una categoría más abajo, la Eccellenza, y ascendió a Serie D.

### Clubes
| Club                      | País      | Año       |
| ------------------------- | --------- | --------- |
| Club Leones D.A.S. y B.   | Argentina | 1991-1994 |
| Rosario Central           | Argentina | 1994-1997 |
| Los Andes                 | Argentina | 1997-1998 |
| Central Córdoba (Rosario) | Argentina | 1998-1999 |
| El Porvenir               | Argentina | 1999-2000 |
| Deportes Quindío          | Colombia  | 2000      |
| FC Maia                   | Portugal  | 2001      |
| FC Matera                 | Italia    | 2001-2003 |
| Sapri Calcio              | Italia    | 2003-2004 |
| Cosenza                   | Italia    | 2004-2005 |
| Rodengo Saiano            | Italia    | 2005-2007 |
| Darfo Boario              | Italia    | 2007-2009 |
| Orsa Corte Franca         | Italia    | 2009-2010 |
| Aurora Seriate            | Italia    | 2010-2011 |
| Orsa Corte Franca         | Italia    | 2011-2012 |

## Selección nacional
Disputó la Copa Mundial de Fútbol Juvenil de 1995, a la que fue convocado junto a su compañero de Rosario Central Julio César Bayón. Jugó tres partidos y convirtió un gol; fue el tanto de la victoria en el debut ante Holanda. Luego Argentina ganó el título.

### Participaciones en la selección Argentina sub-20
| Copa                                   | Sede  | Resultado | PJ | Goles |
| -------------------------------------- | ----- | --------- | -- | ----- |
| Copa Mundial de Fútbol Juvenil de 1995 | Catar | Campeón   | 3  | 1     |

### Detalle de partidos
| Fecha      | Estadio                    | Rival    | Resultado | Goles |
| ---------- | -------------------------- | -------- | --------- | ----- |
| 13-04-1995 | Suhaim Bin Hamad, Doha     | Holanda  | 1-0       | 1     |
| 17-04-1995 | Internacional Jalifa, Doha | Portugal | 0-1       | 0     |
| 23-04-1995 | Al-Ahli, Doha              | Camerún  | 2-0       | 0     |

## Palmarés

### Títulos internacionales
| Equipo           | País      | Título              | Año  |
| ---------------- | --------- | ------------------- | ---- |
| Selección sub-20 | Argentina | Copa Mundial sub-20 | 1995 |
| Rosario Central  | Argentina | Copa Conmebol       | 1995 |

### Títulos nacionales
| Equipo         | País   | Título     | Año       |
| -------------- | ------ | ---------- | --------- |
| Rodengo Saiano | Italia | Serie D    | 2006-2007 |
| Aurora Seriate | Italia | Eccellenza | 2010-2011 |